# Aéroport de Foshan Shadi
L'aéroport de Foshan Shadi ((zh)) (code IATA : FUO • code OACI : ZGFS), ou base aérienne de Shadi, est un aéroport civil et militaire desservant la ville de Foshan dans la province du Guangdong, en Chine.

## Histoire
La base aérienne de Shadi héberge la Force aérienne chinoise, dont un escadron de J8-2
Les vols commerciaux débutent en 1987, puis cessent en 2002 par décision politique. L'aéroport rouvre en 2009.

## Compagnies aériennes et destinations
| Compagnies            | Destinations |
| --------------------- | --- |
| China United Airlines | Pékin-Nanyuan, Hefei, Huangshan-Tunxi, Kunming-Changshui, Longyan Guanzhishan (en), Ordos Ejin Horo, Shanghai-Pudong, Shangrao Sanqingshan, Shijiazhuang, Yulin (en), Zhanjiang-Wuchuan |

Édité le 03/02/2018